# Рон Макгавни
Рон Макгавни (на английски: Ron McGovney) е американски музикант, първият бас китарист на Металика. Той прекарва много кратко време в групата, след което е заменен от Клиф Бъртън.

## Биография
Макгавни е приятел на Джеймс Хетфийлд от ученическите им години и е свирил с него преди Металика. Малко след събирането на бандата, Макгавни напуска. По подобни причини, както и с Дейв Мъстейн, Макгавни никога не е свързван с оригиналния състав на Металика. За оригинален състав се приемат основателите Джеймс Хетфийлд и Ларс Улрих, както и Клиф Бъртън и Кърк Хамет, независимо че първият се присъединява през 1982 г., а вторият - през 1983 г., докато групата е основана през 1981 г. През времето, прекарано в Металика, той допринася много за първите записи на групата между 1982 и 1983 г.
На 10 декември 2011 г. излиза на сцена за първи път от 23 години, участвайки като гост в юбилейния концерт по случай 30-годишнината на Металика.